# Harpactea ouarsenensis
Harpactea ouarsenensis là một loài nhện trong họ Dysderidae.
Loài này thuộc chi Harpactea. Harpactea ouarsenensis được miêu tả năm 1991 bởi Robert Bosmans & Beladjal.